# 582928 Smriglio
582928 Smriglio è un asteroide della fascia principale. Scoperto nel 2012, presenta un'orbita caratterizzata da un semiasse maggiore pari a 2,5830362 au e da un'eccentricità di 0,0939265, inclinata di 13,25079° rispetto all'eclittica.